# George J. Hochbrueckner

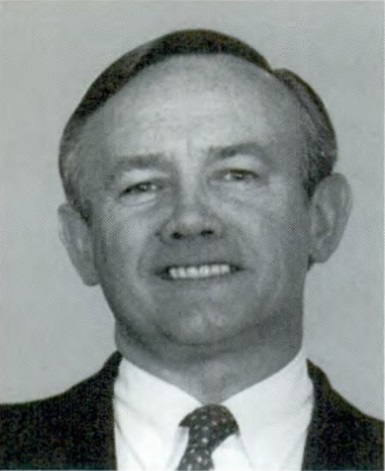
George J. Hochbrueckner, 1993

George Joseph Hochbrueckner (* 20. September 1938 in Queens, New York) ist ein US-amerikanischer Politiker. Zwischen 1987 und 1995 vertrat er den Bundesstaat New York im US-Repräsentantenhaus.

## Werdegang
George Joseph Hochbrueckner besuchte in zweieinhalb Jahren die State University of New York at Stony Brook, die Hofstra University in Hempstead (New York), das Franklin Pierce College in Rindge (New Hampshire) und die California State University in Northridge (Kalifornien). Danach diente er zwischen 1956 und 1959 in der US Navy. Nach seinem Militärdienst arbeitete er sich durch On-the-Job Training innerhalb von fünf Jahren von einem Techniker zum Elektroingenieur. Er war anfangs als Ingenieur und später als Forscher für Litton und Teledyne in Kalifornien tätig sowie Grumman in New York. Heute betreibt er die Consultingfirma George J. Hochbrueckner & Associates, welche in Long Island gegründet wurde und ein Büro in Washington D.C. hat.
Politisch gehörte er der Demokratischen Partei an. Er saß zwischen 1975 und 1984 in der New York State Assembly. Bei den Kongresswahlen des Jahres 1984 erlitt er eine Niederlage. Er wurde erst im Jahr 1986 im ersten Wahlbezirk von New York in das US-Repräsentantenhaus in Washington, D.C. gewählt, wo er am 4. Januar 1987 die Nachfolge von William Carney antrat. Er wurde drei Mal in Folge wiedergewählt. Bei seiner fünften Kandidatur im Jahr 1994 erlitt er eine Niederlage und schied nach dem 3. Januar 1995 aus dem Kongress aus.
George Joseph Hochbrueckner ist seit 1961 mit seiner Ehefrau Carol verheiratet, mit der er vier gemeinsame Kinder hat. Sie lebten zwischen 1961 und 1968 in Kalifornien. Danach zogen sie wieder nach Long Island.